# Ingeborg Scheel
Ingeborg Scheel (15 oktober 1907 - ?) was een Zwitserse schermster. Zij nam deel aan de Olympische Zomerspelen van 1936.

## Belangrijkste resultaten

### Olympische Zomerspelen
| Jaar | Plaats  | Discipline | Onderdeel              | Resultaat                          |
| ---- | ------- | ---------- | ---------------------- | ---------------------------------- |
| 1936 | Berlijn | schermen   | floret individueel (v) | vijfde (kwartfinale; eerste reeks) |